# OS X 10.9
OS X 10.9 (Mavericks) je nástupce operačního systému OS X 10.8 (Mountain Lion). Je to první verze OS X, která je jako upgrade distribuována zdarma. Byl představen na konferenci WWDC (Apple Worldwide Developers Conference) spolu s novými MacBooky Air a inovativním Macem Pro. Celosvětově byl uvolněn 22. října 2013. Apple se již začal držet nového systému vydávání OS X a OS X 10.9 vydal rok po OS X 10.8.

## Novinky
Výraznou novinkou je nové využívání baterie a ubírání výkonu aplikacím, které jsou skryty. Tato novinka dokáže výdrž baterie výrazně prodloužit. Dále také přibyly Apple Maps, iBooks a záložky do Finderu.

### Výčet novinek a změn v systému
- Změna kódu: Lepší využívání baterie
- Změna kódu: Snížení výkonu pro skryté aplikace
- Úprava aplikace: Záložky ve FinderuX